# Andrej Konstantinovič Lugovoj
Andrej Konstantinovič Lugovoj in russo Андрей Константинович Луговой (Baku, 16 settembre 1966) è un agente segreto russo.
È un ex agente del KGB, accusato, di aver ucciso Aleksandr Litvinenko, dalla magistratura britannica.
È membro del parlamento ad è stato nominato membro del Comitato per la Sicurezza della Duma.

## Biografia
Nato nel 1966 a Baku, nell'Azerbaigian sovietico, Lugovoj ha frequentato la scuola d'élite di comando militare superiore di Mosca dell'esercito sovietico dal 1983 al 1987.
Nel 1987, è entrato a far parte del 9° direttorato del KGB che ha fornito sicurezza per gli alti funzionari statali. Fu comandante di plotone per cinque anni e poi prestò servizio come comandante nella compagnia di addestramento del reggimento del Cremlino. Nel 1991, è stato trasferito al Servizio federale di protezione della Russia fino alle sue dimissioni alla fine del 1996. Durante questo periodo ha fornito sicurezza al primo ministro Yegor Gaidar, al capo dell'amministrazione presidenziale Sergey Filatov e al ministro degli Esteri Andrey Kozyrev. 
Lugovoj ha continuato a lavorare nel settore della sicurezza privata. Per diversi anni è stato capo della sicurezza presso la società televisiva privata ORT, allora di proprietà dei magnati ormai fuggitivi Boris Berezovskyij e Badri Patarkatsishvili. Nel 2001, Lugovoj è stato arrestato e accusato di aver organizzato la fuga di Nikolai Glushkov, un ex vicedirettore generale dell'Aeroflot arrestato nel 2000 con l'accusa di frode.

### L'avvelenamento di Litvinenko
Lugovoj incontrò a Londra Litvinenko il 1º novembre 2006, proprio il giorno in cui Litvinenko si ammalò.
Litvinenko mori più tardi, sempre in novembre, per avvelenamento causato da polonio 210 ed il 22 maggio 2007 le autorità inglesi accusarono Lugovoj di omicidio richiedendone l'estradizione dalla Russia. L'estradizione venne rifiutata dalle autorità russe in quanto l'estradizione di un cittadino russo sarebbe negata dalla costituzione russa.

### Le conseguenze
L'amministrazione Obama ha disposto il suo inserimento in una lista nera, insieme con altri quattro cittadini russi, ai sensi di una legge del 2012 che attribuisce alla Presidenza USA questo potere in difesa dei diritti umani,